# Liste der Bodendenkmäler in Lindlar
Die Liste der Bodendenkmäler in Lindlar enthält die denkmalgeschützten unterirdischen baulichen Anlagen, Reste oberirdischer baulicher Anlagen, Zeugnisse tierischen und pflanzlichen Lebens und paläontologischen Reste auf dem Gebiet der Gemeinde Lindlar im Oberbergischen Kreis in Nordrhein-Westfalen (Stand: September 2020). Diese Bodendenkmäler sind in Teil B der Denkmalliste der Gemeinde Lindlar eingetragen; Grundlage für die Aufnahme ist das Denkmalschutzgesetz Nordrhein-Westfalen (DSchG NRW).
| Bild                         | Bezeichnung                                            | Lage                                | Beschreibung | Bauzeit | Eingetragen seit | Denkmal- nummer |
| ---------------------------- | ------------------------------------------------------ | ----------------------------------- | ------------ | ------- | ---------------- | --------------- |
|                              | Schmelzstätte Eibacher Hammer                          | Oberleppe                           |              |         |                  | 1               |
| Burgruine Unterheiligenhoven | Burgruine Unterheiligenhoven                           | Unterheiligenhoven Karte            |              |         |                  | 2               |
|                              | Landwehr, Wallgraben                                   | Horpe                               |              |         |                  | 3               |
| weitere Bilder               | Burgruine Neuenberg, Landwehr                          | Scheel nordöstlich von Scheel Karte |              |         |                  | 4               |
| weitere Bilder               | Rospehöhle, sogenanntes Zwergenloch                    | Scheel ca. 300 m von Scheel Karte   |              |         |                  | 5               |
| weitere Bilder               | Wasserburg Ruine Eibach                                | Eibach bei Gut Eibach Karte         |              |         |                  | 6               |
|                              | Bergbau, Pingenfeld                                    | Oberschümmerich                     |              |         |                  | 7               |
| BW                           | Steinbruch, Geologischer Aufschluss, „Steinbruch Pack“ | Linde westlich von Linde Karte      |              |         |                  | 8               |
|                              | Hohlweg                                                | Roderwiese „Alte Eiserstraße“       |              |         |                  | 9               |
|                              | Teil des Bodendenkmals Burg Mittelheiligenhoven        | Mittelheiligenhoven                 |              |         |                  | 10              |